# الدوري التنزاني الممتاز 2016–17
الدوري التنزاني الممتاز 2016–17 (بالإنجليزية: 2016–17 Tanzanian Premier League)‏ هو موسم من الدوري التنزاني الممتاز. كان عدد الأندية المشاركة فيه 16، وفاز فيه نادي يانغ أفريكانز.